# Wollemi-Nationalpark
Der Wollemi-Nationalpark ist ein Nationalpark in der Region der Blue Mountains an der Westseite der Great Dividing Range im australischen Bundesstaat New South Wales und ist Teil des UNESCO-Welterbe Greater Blue Mountains World Heritage Area. Rund 40 % des Nationalparks sind Wilderness Area, das heißt, sie werden so geschützt und verwaltet, dass ihr natürlicher Zustand erhalten bleibt.
Im Jahre 1994 wurde hier eine bislang unbekannte Art der Araukariengewächse entdeckt und Wollemie benannt. Diese Bäume wuchsen bereits vor 200 Mio. Jahren und galten als ausgestorben. Der Name stammt von den Aborigines und bedeutet aufmerksam sein (im Sinne von Augen aufhalten). Im Park gibt es eine Reihe von Felsenmalereien der Aborigines. Als die Buschbrände in Australien 2019/2020 sich auch im Nationalpark entwickelten, gelang es Feuerwehrmännern, die sich von Helikoptern in eine Schlucht abseilten, in der die Wollemie gedeihen, mit gezielten Maßnahmen die etwas weniger als 200 Wollemie-Bäume vor den Feuern zu schützen.
Im Park gibt es den sogenannten „Glühwürmchen-Tunnel“, einen alten stillgelegten Eisenbahntunnel, in dem sich aufgrund seiner Feuchte und Dunkelheit diese Insekten stark vermehren und für eine bemerkenswerte Illumination sorgen.
In diesem Park kann gewandert oder mit dem Kanu gefahren werden. Es gibt drei Campingplätze in Newnes, in Wheeny Creek und in Dunns Swamp, die mit dem Auto erreicht werden können. Ein weiterer Platz hingegen muss erwandert werden.

## Geografie und Klima
Der Park wird im Osten von der Putty Road, im Süden von der Bells Line of Road begrenzt. Im Westen schließen sich Weideland und einige kleine Ortschaften an; im Norden das Hunter Valley. Die nächsten größeren Orte sind Lithgow und Mudgee im Westen, die Ortschaften der Blue Mountains City im Süden und Sydney mit dem Stadtteil Richmond im Südosten.
Goulburn-River-Nationalpark, Gardens-of-Stone-Nationalpark, Blue-Mountains-Nationalpark, Yengo-Nationalpark sowie mehrere State Conservation Areas grenzen an den Wollemi-Nationalpark an.
Als Teil der Blue Mountains erhebt sich das tief von Flusstälern durchschnittene Sandsteinplateau des Wollemi-Nationalparks von Osten nach Westen von 300 m bis 1100 m, wo die Höhe dann wieder stark abfällt. Mit der Höhe steigen die Niederschlagsmengen (von 700 bis 800 mm pro Jahr im Osten bis 1200 bis 1400 mm im Westen) und sinkt die durchschnittliche Temperatur. Zu den bedeutenderen Flüssen des Parks gehören Wolgan River, Colo River, Capertee River und Widden River.

## Geologie
siehe auch: Blue Mountains (Geologie)

Der Nationalpark liegt am westlichen Rand des Sydneybeckens und besteht hauptsächlich aus den Sandstein- und Tonschichten der Narrabeen Group.

## Flora und Fauna
siehe auch: Blue Mountains (Flora und Fauna)
Wie auch in den anderen Teilen der Blue Mountains dominiert Eukalyptus die Landschaft. Der Fund der bis 1994 unbekannten Wollemie galt als „spektakulär“; der genaue Standort wird geheim gehalten.